# Boxing (jeu vidéo, 1981)
Pour les articles homonymes, voir Boxing (jeu vidéo).
Boxing (La Boxe pour la version canadienne francophone) est un jeu vidéo de boxe anglaise développé par APh Technological Consulting et édité par Mattel Electronics, sorti en 1981 sur la console Intellivision.

## Développement
Les illustrations du packaging sont de Jerrol Richardson.

## Héritage
Boxing est l'un des 6 titres sportifs qui devaient être intégrés dans Go for the Gold, un jeu prévu à l'occasion des Jeux olympiques d'hiver de 1984 mais finalement annulé en raison de la fermeture de Mattel Electronics.
Boxing est présent, émulé, dans la compilation Intellivision Lives! (en) sortie sur diverses plateformes.
Boxing fait partie des jeux intégrés dans la console Intellivision Flashback, sortie en 2014.
Le 26 mai 2010, Boxing est ajouté au service Game Room (en) de Microsoft, accessible sur Xbox 360 et PC.